# Wonderwell – Violets magische Reise
Wonderwell – Violets magische Reise ist ein italienisch-US-amerikanischer Jugend-Fantasyfilm von Vlad Marsavin aus dem Jahr 2023. Es ist der letzte Film von Carrie Fisher, in dem sie als Schauspielerin auftritt.

## Handlung
Violet entdeckt bereits als Kind, dass sie magische Fähigkeiten hat, indem sie Blumen wachsen lassen kann. Ihre Eltern und ihre ältere Schwester Savannah wissen jedoch nicht davon. Sie verbringen gerade ein paar Tage in Rom, da ihr Vater Adam Savannah zu einem Modelcasting einer berühmten Agentur bringen möchte.
Als sie bei der Agentur ankommen, treffen sie auf Yana, die Chefin der Agentur. Dabei verwelkt die Blume an Violets Handgelenk und Violet fühlt sich in ihrer Gegenwart unwohl. Während Savannah am Ende des Castings als Model für die Kampagne ausgewählt wird, schaut sich Violet die Blumen und Statue im Vorhof an. Dabei trifft sie auf Daniele, mit dem sie sich auf Anhieb versteht. Daniele lebt bei Yana, sehnt jedoch die Zeit herbei, in der er mit seinem Mofa abhauen kann. Das Mofa war ein Geschenk seines Vaters, bevor dieser verstarb.
Am nächsten Tag findet das große Shooting für die Modekampagne statt. Violet sitzt gelangweilt mit ihrer Mutter in einem Café, von dem aus sie Savannah zusehen können. Mit Erlaubnis ihrer Mutter darf Violet sich etwas in der Gegend umsehen. Dabei gelangt sie in einen Wald, in welchem laut Daniele eine Hexe leben soll. Dort entdeckt sie einen Brunnen, an welchem sie mit ihrem Spiegelbild auf der anderen Seite des Brunnens spricht. Violet tauscht mit ihrem Spiegelbild versehentlich die Welten, indem sie in den Brunnen fällt. Sie hat bis zum Sonnenaufgang Zeit, um wieder in ihre eigene Welt zurückzukehren, denn sie stellt schnell fest, dass sich ihre Familie in der Parallelwelt ihr gegenüber befremdlich verhält. Auch Yana hat von Violets magischen Fähigkeiten mitbekommen und versucht sie für ihre Zwecke zu gewinnen. Violet gelingt es jedoch, Savannah mithilfe von Daniele und Yanas gutmütiger Schwester Hazel vor Yana zu retten, und Violet kann durch ihre magischen Fähigkeiten Yana in Luft auflösen.
Zum Ende des Films kehrt Violet in ihre echte Welt zurück und ist mit ihrer Familie wieder vereint.

## Produktion

### Drehorte
Die Dreharbeiten fanden vom 5. Oktober 2016 bis zum 3. Februar 2017 in San Gimignano, in den Cinecittà Studios sowie in der Toskana statt. Aufgrund der Coronapandemie wurde der Film erst sieben Jahre später veröffentlicht.

### Synchronisation
Die deutschsprachige Synchronisation entstand nach einem Synchronbuch von Sylvia Bartoschek unter der Dialogregie von Rainer Martens im Auftrag der Splendid Synchron GmbH.
| Rolle    | Darsteller      | Synchronsprecher   |
| -------- | --------------- | ------------------ |
| Violet   | Keira Milward   | Ellis Drews        |
| Hazel    | Carrie Fisher   | Susanna Bonaséwicz |
| Yana     | Rita Ora        | Lena Schmidtke     |
| Savannah | Nell Tiger Free | Emilia Raschewski  |
| Daniele  | Sebastian Croft | Ben Hadad          |
| Franco   | Vincent Spano   | Thomas Nero Wolff  |
| Chloe    | Megan Dodds     | Mareile Moeller    |
| Adam     | Lloyd Owen      | Matthias Klie      |
| Enrico   | Niccolò Besio   | Sebastian Kluckert |

## Rezeption
Der Film erhielt überwiegend positive Kritiken und erzielte bei IMDb eine durchschnittliche Bewertung von 6,0 der möglichen 10 Punkte. Auf Rotten Tomatoes konnte der Film bisher 38 Prozent der Kritiker überzeugen. Das Lexikon des internationalen Films urteilt: „Ein mit einigem visuellen Aufwand und dem prachtvollen Toskana-Setting punktender Jugend-Fantasyfilm, der allerdings durch Stereotypen und mangelnde Verdichtung in der Handlung den angestrebten Zauber verfehlt. Die Motive stehen weitgehend unverbunden nebeneinander, sodass der Film zur durchschnittlichen Nummernrevue verkommt.“